# Kid Frost

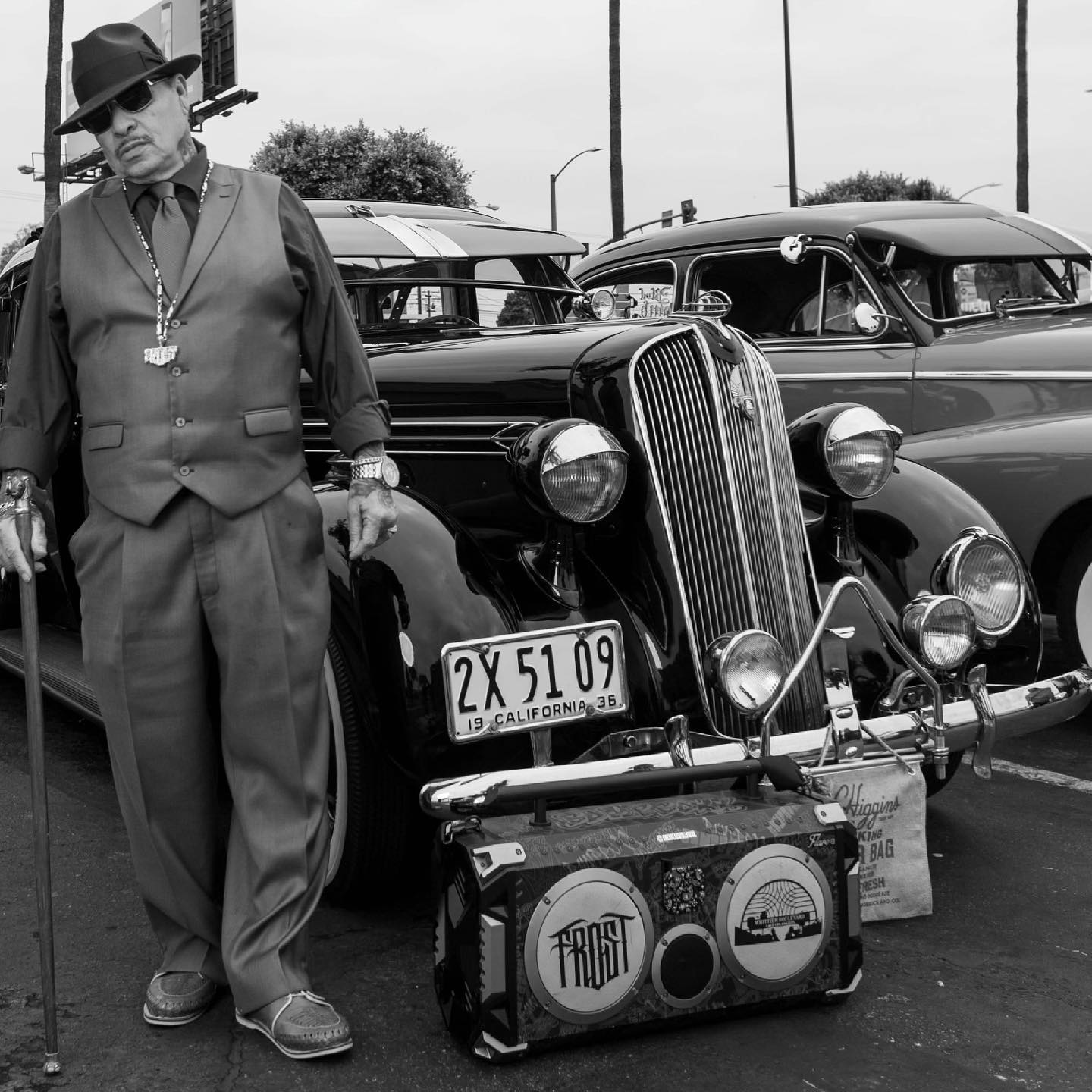
Kid Frost

Kid Frost oder Frost sind Künstlernamen des US-amerikanischen Rappers Arturo Molina Jr. (* 31. Mai 1964). Er gilt als einer der bekanntesten Chicano-Rapper neben Cypress Hill.

## Leben und Karriere
Arturo Molina ist ein mexikanischstämmiger Amerikaner, der Teile seiner Kindheit auf Militärbasen in Deutschland und auf Guam verbrachte und schließlich in East Los Angeles groß wurde. Er nannte sich selbst Kid Frost, um sein Idol Ice-T zu ehren. Seine Hip-Hop-Karriere begann Molina als Breakdancer in der Gruppe Uncle Jamms Army. 1984 und 1985 veröffentlichte er seine ersten drei Maxis auf Electrobeat Records und Baja Records. Sein Debütalbum Hispanic Causing Panic folgte 1990 und enthielt seinen größten Hit, das von DJ Tony G produzierte Stück La Raza (die Rasse). Der spanisch-englische Text setzte Maßstäbe für den Latino-Rap.

## Diskografie

### Alben
- 1984: Commando Rock
- 1984: Rough Cut
- 1985: Terminator
- 1990: Hispanic Causing Panic
- 1992: East Side Story
- 1995: Smile Now, Die Later
- 1997: When Hell.A. Freezes Over
- 1999: That Was Then, This Is Now Vol.I
- 2000: That Was Then, This Is Now Vol.II
- 2002: Still up in This Shit!
- 2005: Welcome to Frost Angeles
- 2006: Till the Wheels Fall Off
- 2007: Blunts n Ballerz
- 2011: All Oldies
- 2012: All Oldies II
- 2012: Bad Ass (Original Motion Picture Soundtrack)
- 2013: Old School Funk (als OG Kid Frost)
- 2013: The Good Man (als OG Kid Frost)

### Singles
- 1984: Rough Cut
- 1984: Commando Rock
- 1985: Terminator
- 1990: La Raza
- 1992: No Sunshine
- 1992: Thin Line
- 1995: East Side Rendezvous
- 1996: La Raza II
- 1996: La Familia
- 1997: What’s Your Name (Time of the Season)
- 2009: Big L. A. (feat. Frost) – La Raza part 2